# Сольбаккен, Эрик
Эрик Сольбаккен (норв. Erik Solbakken; 17 ноября 1984, Хемседал) — норвежский телеведущий.
С 2005 года Эрик работал на канале NRK, NRK Super. С декабря 2007 года он стал основным ведущим на новом детском телеканале NRK. Сольбаккен участвовал в передачах «Детский телевизор», «Рождественское утро», работал над запуском нового канала телевидения для детей и молодежи. Эрик профессионально катался на коньках. В мае 2010 года Эрик Сольбаккен вел конкурс песни Евровидение на стадионе Telenor Arena, вместе с Надей Хаснауи и Хадди Н’джи.